# Choustník (zámek)
Choustník je zámek ve stejnojmenné vesnici v okrese Tábor v Jihočeském kraji. Založen byl v 17. století Černíny z Chudenic, ale dochovaná podoba je výsledkem pozdějších úprav. Od roku 2004 je zámek chráněn jako kulturní památka.

## Historie
Původním panským sídlem choustnického panství býval hrad Choustník, který už byl na konci 16. století pustý. K hradnímu panství tehdy patřily vesnice Choustník, Kajetín, Skopytce, Chabrovice, Mlýny, Psárov, Tříklasovice, Předboř, Dunice a Zárybničí (východně od Mlýnů), které v roce 1596 koupil Jiří Homut z Harasova. Statek po něm zdědila dcera Zuzana Homutová († 1654), která se provdala za Jana staršího Černína z Chudenic. Spolu pak ve vsi založili nový zámek postavený v raně barokním  nebo pozdně renesančním slohu. Sami však žili na zámku v Radeníně, odkud byl spravován i choustnický statek.

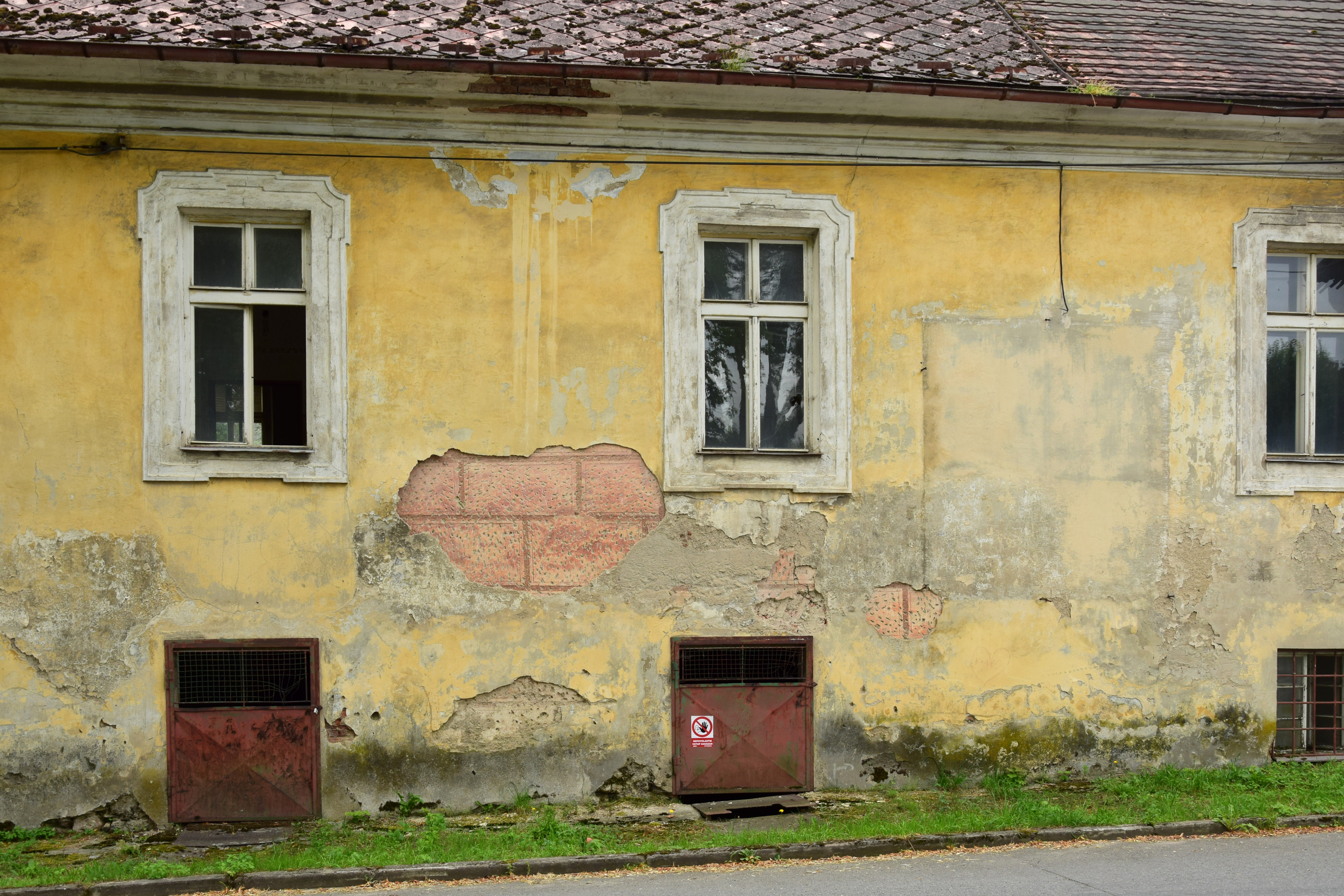
Fragment starší omítky se sgrafitovou výzdobou

Po smrti rodičů Choustník zdědil jejich mladší syn Heřman Václav Černín z Chudenic, který sloužil jako rytmistr v císařské armádě a během služby se zadlužil u svého velitele hraběte Jana Šporka. Dluhy měl i u dalších věřitelů, a Servác z Engelsflusu proto v roce 1672 nechal odhadnout cenu choustnického panství. V soupisu byl kromě zámku se dvorem uveden také pivovar a vsi Choustník, Kajetín, Předboř, Mlýny a Tříklasovice. Po Černínově úmrtí v roce 1674 zadlužený choustnický statek připadl Janu Šporkovi.
Hrabě Špork Choustník odkázal svému stejnojmennému synovci, po němž statek zdědila dcera Marie Konstancie Šporková, od které jej získal její druhý manžel Karel Josef Voračický z Paběnic. Ještě Šporkové zámek koncem 17. století barokně přestavěli. Potomkům Karla Josefa Voračického zámek patřil do roku 1843, kdy jej koupil hrabě Evžen Vratislav-Netolický, který nechal postavit hospodářské křídlo a zámek za něj získal dochovanou podobu. Dalšími majiteli se stali Helena Scheiblerová (od roku 1869), kníže Karel Auerspergové (od roku 1876) a od roku 1891 kníže Ludvík Rohan, jehož dědicům zámek patřil do roku 1945.

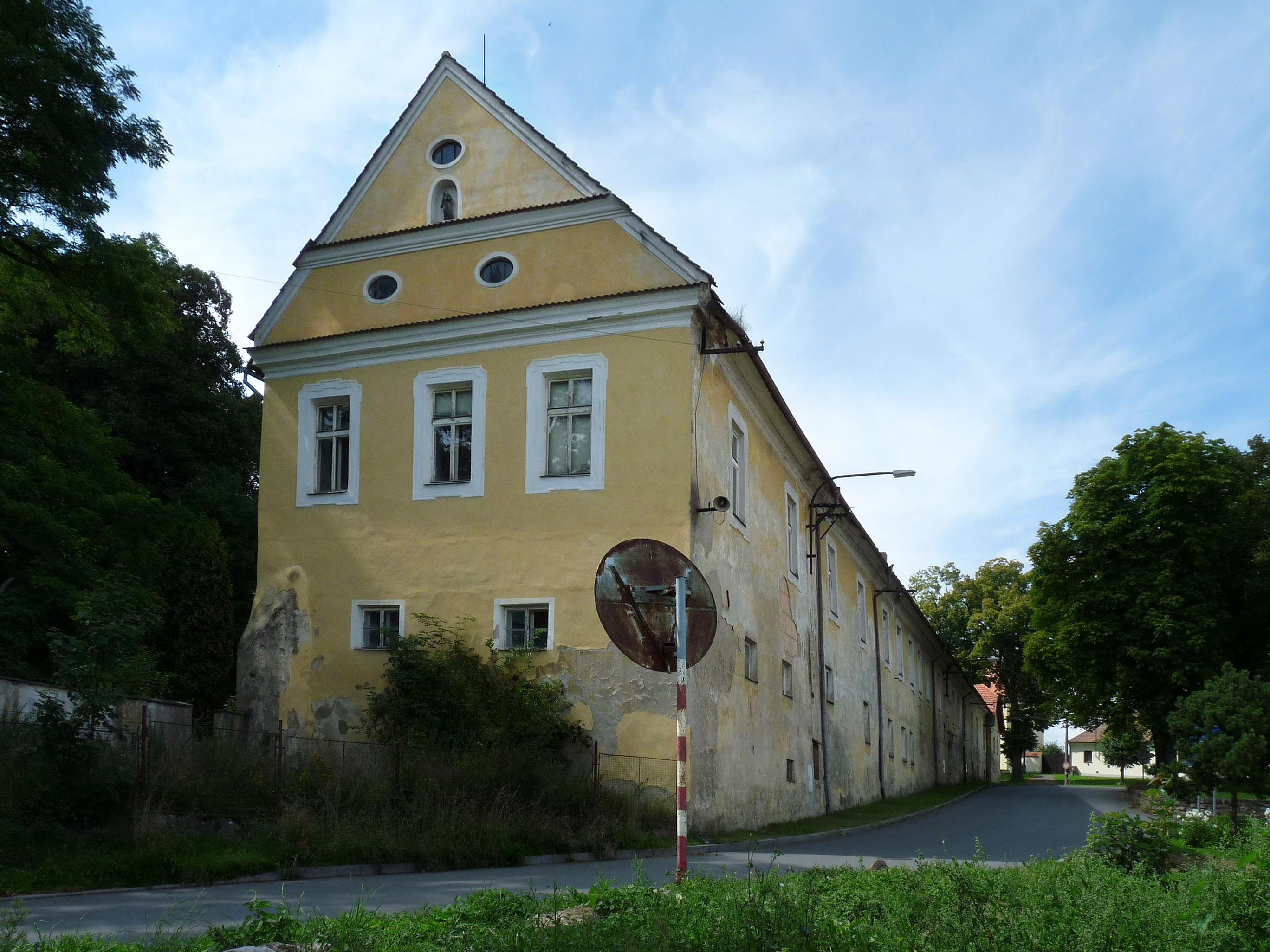
Jižní průčelí

Během druhé světové války byl majitel zámku Karel Rohan zatčen, odvezen do Německa a zámek využívala organizace Hitlerjugend. Po válce se Rohanové do Choustníku vrátili, ale v roce 1946 se odstěhovali do Anglie, a zámek byl upraven na školu, která v něm byla do roku 1961.
Ve druhé polovině 20. století budova patřila okresnímu národnímu výboru v Táboře a sloužila jako domov důchodců. Po roce 1989 Rohanové požádali o navrácení majetku, v čemž jim bylo vyhověno s podmínkou, že domov důchodců v zámku zůstane ještě deset let a Rohanům bude platit nájem. Domov pro seniory nakonec budovu využíval do roku 1998. Nájemce však přestal budovu udržovat, a zámek začal chátrat. Rohanové jej okolo roku 2008 prodali. Od té doby je zámek bez využití.
Na zámku prožila mládí hraběnka Eleonora Kounicová, rozená Voračická z Paběnic, které spisovatelka Božena Němcová věnovala svou knihu Babička.

## Stavební podoba
Jednopatrový zámek má obdélníkový půdorys a v jeho podobě se nedochovaly výrazné slohové znaky. Hlavní průčelí tvoří jednu stranu choustnické návsi a na protější straně na budovu navazuje zámecký park.